# Catalina Denis
Catalina Zarate Denis (Bucaramanga, 7 gennaio 1985) è un'attrice e modella colombiana con cittadinanza francese; vive e lavora stabilmente in Francia, dove ha esordito nel 2007 nel film Taxxi 4.

## Filmografia

### Cinema
- Taxxi 4, regia di Gérard Krawczyk (2007)
- Go Fast, regia di Olivier Van Hoofstadt (2008)
- Le Mac, regia di Pascal Bourdiaux (2010)
- Paris Express (Coursier), regia di Hervé Renoh (2010)
- Notte bianca (Nuit blanche), regia di Frédéric Jardin (2011)
- Brick Mansions, regia di Camille Delamarre (2014)

### Televisione
- The Whispers – serie TV, 7 episodi (2015)